# Tetčice
Tetčice település Csehországban, a Brno-vidéki járásban. Tetčice Radostice, Rosice, Kratochvilka, Hlína, Prštice, Omice és Neslovice településekkel határos. Lakosainak száma 1130 fő (2024. január 1.).

## Népesség
A település lakosságának változását az alábbi diagram mutatja:
| Lakosok száma | 399  | 526  | 555  | 882  | 915  | 1042 | 1160 | 1155 | 1135 | 1130 |
|               | 1869 | 1900 | 1921 | 1961 | 1980 | 2011 | 2016 | 2019 | 2021 | 2024 |